# Schietpartij op de Washington Navy Yard
De schietpartij op de Washington Navy Yard vond plaats op 16 september 2013, toen de 34-jarige Aaron Alexis 12 mensen doodschoot en drie anderen verwondde tijdens een schietpartij op het hoofdkwartier van het Naval Sea Systems Command (NAVSEA) op de Washington Navy Yard in het zuidoosten van Washington D.C. De aanval vond plaats in gebouw 197 van de Navy Yard; het begon rond 8:16 uur en eindigde toen de politie Alexis doodde rond 9:25 uur. Het is de dodelijkste schietpartij in de geschiedenis van Washington, D.C., evenals de op één na dodelijkste massamoord op een Amerikaanse militaire basis, na de Fort Hood schietpartij in 2009.

## Gebeurtenis
Alexis verliet een Residence Inn Hotel waar hij op maandag 16 september was geboekt en arriveerde rond 7:53 uur op de Navy Yard in een gehuurde Toyota Prius, waarbij hij een geldige pas gebruikte om de Yard binnen te komen. Zoals te zien is op bewakingsbeelden, ging hij om 8:08 uur gebouw 197 binnen via de hoofdingang, met een gedemonteerd jachtgeweer (de loop en de kolf waren afgezaagd) in een schoudertas. Hij ging naar de vierde verdieping, waar hij de week ervoor had gewerkt. Daar zette hij het geweer in elkaar in een badkamer, ging naar buiten en stak een gang over naar gebouw 4 West, een ruimte met pashokjes vlak bij het atrium. Hij begon te schieten om 8:16 uur. Zes mensen werden geraakt, waarvan er vijf stierven; de zesde overleefde verwondingen aan hoofd en hand. Om 8:17 uur werden de eerste 9-1-1 telefoontjes gepleegd.
Tegen 8:20 uur had Alexis acht mensen op de vierde verdieping doodgeschoten, en hij baande zich een weg naar de derde verdieping, waar hij binnen de volgende twee minuten nog twee mensen doodschoot. Hij schoot ook op verschillende mensen bij ten minste vijf verschillende gelegenheden, waarbij hij een vrouw in de schouder verwondde toen ze een trappenhuis op rende. Een NAVSEA medewerker beschreef dat hij een schutter in volledig blauwe kleding tegenkwam in een gang op de derde verdieping en zei dat "hij zich omdraaide en begon te schieten". Nadat hij verschillende schoten had gelost op de derde verdieping, ging Alexis naar de eerste verdieping.
Om 8:23 uur arriveerden agenten van de D.C. Metropolitan Police Department en verschillende andere wetshandhavingsinstanties. Er zijn echter veel gebouwen op de basis en de agenten konden gebouw 197 niet onderscheiden, dus vroegen ze aan omstanders waar het was. Uiteindelijk vonden ze Gebouw 197 nadat ze in de richting waren gegaan van waaruit mensen vluchtten. Er was verwarring over het feit dat de schietpartij ook plaatsvond in een nabijgelegen gebouw; in werkelijkheid was een gewond slachtoffer geëvacueerd uit Gebouw 197 en verplaatst naar een gebied in de buurt van het tweede gebouw voor medische verzorging. De politie van het Capitool van de Verenigde Staten raakte verwikkeld in een controverse toen de politiebond het bureau ervan beschuldigde zijn personeel te bevelen zich terug te trekken en niet te reageren op de schietpartij.
Op de eerste verdieping liep de schutter willekeurig rond voordat hij zich omdraaide en richting de hoofdingang ging. Hij schoot Richard Ridgell, de beveiligingsbeambte die daar gestationeerd was, dood en nam zijn 9mm Beretta M9 pistool mee. Twee politieagenten hadden Ridgell gevraagd op zijn post te blijven en te proberen de schutter tegen te houden als hij het gebouw probeerde te verlaten. De schutter schoot toen met zijn geweer op een tweede bewaker en een militaire politieagent van de marine in het atrium op de eerste verdieping, waarbij hij beiden miste; de bewaker schoot terug en de schutter vluchtte door een gang. Kort daarna schoot de schutter in een andere gang op twee politieagenten en een agent van de Naval Criminal Investigative Service voordat hij weer vluchtte.
Om 8:34 uur ging de schutter richting de westkant van het gebouw, waar hij twee mannen tegenkwam die op een hoek van het gebouw in een steegje stonden. Hij probeerde op hen te schieten met zijn jachtgeweer, maar realiseerde zich dat hij geen munitie meer had; hij schakelde over op de Beretta, waarbij één van de mannen werd gedood en de andere man zonder verwondingen ontsnapte. Rapporten gaven aan dat het slachtoffer in de steeg was geraakt door een "verdwaalde kogel". Het gebruik van het pistool door de schutter in het steegje deed de politie aanvankelijk geloven dat er een tweede schutter bij betrokken was.
Na het doden van zijn laatste slachtoffer ging Alexis naar een hokje waar hij het geweer weggooide. Op hetzelfde moment ging een team agenten gebouw 197 binnen, maar ze raakten in verwarring nadat geweerschoten weerklonken in het atrium, waardoor ze dachten dat hij zich op een bovenverdieping bevond. Ze gingen naar de tweede verdieping terwijl Alexis op de eerste verdieping bleef. Om ongeveer 8:55 uur ging hij naar de derde verdieping en verstopte zich in een rij hokjes. Om 9:12 uur gingen twee agenten en twee NCIS agenten de hokjes binnen en Alexis opende het vuur op hen, waarbij hij agent Scott Williams in beide benen raakte. Agent Emmanuel Smith en NCIS agenten Brian Kelley en Ed Martin sleepten Williams uit de ruimte en waarschuwden andere agenten voor de aanwezigheid van de schutter. Williams werd later naar de eerste verdieping gebracht voor medische verzorging en herstelde van zijn verwondingen.
Om 9.15 uur gingen D.C. Police Emergency Response Team agent Dorian DeSantis en U.S. Park Police agenten Andrew Wong en Carl Hiott het hokjesgebied binnen en doorzochten de individuele banken. Uiteindelijk sprong Alexis uit een van de bureaus en vuurde op DeSantis vanaf ongeveer 1,5 meter afstand, waarbij hij hem twee keer in zijn tactische vest raakte. DeSantis raakte niet gewond door het schot. Om 9:25 uur schoot DeSantis Alexis in het hoofd en zijn dood werd bevestigd om 11:50 uur.